# Хэнем, Джеймс
Джеймс Мур Хэнем (англ. James Moore Hanham, 4 января 1840, Вудвилл (Миссисипи) — 30 декабря 1923, Нью-Йорк) — американский шахматист, мастер.

## Биография
Родился в небольшом городе Вудвилл, штат Миссисипи. Участвовал в Гражданской войне. Несмотря на происхождение, воевал на стороне юнионистов. Участвовал в боях за населенные пункты Форт-Пикенс (Флорида) и Батон-Руж (Луизиана). Закончил войну в звании майора.
После войны жил в Нью-Йорке (на Манхэттене). Был неоднократным призёром чемпионатов Манхэттенского шахматного клуба. Выиграл чемпионат штата Нью-Йорк в 1891 г.
В период с 1884 по 1899 гг. активно участвовал в шахматных соревнованиях, в том числе в нескольких сильных по составу международных турнирах.
Много лет был старейшим американским шахматистом, имевшим звание мастера. По оценке А. Эло, класс игры Хэнема был примерно на уровне рейтинга 2360.

## Вклад в теорию дебютов
|   | a | b | c | d | e | f | g | h |   |
| - | --- | --- | --- | --- | --- | --- | --- | --- | - |
| 8 | a8 чёрная ладья · c8 чёрный слон · d8 чёрный ферзь · e8 чёрный король · f8 чёрный слон · g8 чёрный конь · h8 чёрная ладья · a7 чёрная пешка · b7 чёрная пешка · c7 чёрная пешка · d7 чёрный конь · f7 чёрная пешка · g7 чёрная пешка · h7 чёрная пешка · d6 чёрная пешка · e5 чёрная пешка · d4 белая пешка · e4 белая пешка · f3 белый конь · a2 белая пешка · b2 белая пешка · c2 белая пешка · f2 белая пешка · g2 белая пешка · h2 белая пешка · a1 белая ладья · b1 белый конь · c1 белый слон · d1 белый ферзь · e1 белый король · f1 белый слон · h1 белая ладья | a8 чёрная ладья · c8 чёрный слон · d8 чёрный ферзь · e8 чёрный король · f8 чёрный слон · g8 чёрный конь · h8 чёрная ладья · a7 чёрная пешка · b7 чёрная пешка · c7 чёрная пешка · d7 чёрный конь · f7 чёрная пешка · g7 чёрная пешка · h7 чёрная пешка · d6 чёрная пешка · e5 чёрная пешка · d4 белая пешка · e4 белая пешка · f3 белый конь · a2 белая пешка · b2 белая пешка · c2 белая пешка · f2 белая пешка · g2 белая пешка · h2 белая пешка · a1 белая ладья · b1 белый конь · c1 белый слон · d1 белый ферзь · e1 белый король · f1 белый слон · h1 белая ладья | a8 чёрная ладья · c8 чёрный слон · d8 чёрный ферзь · e8 чёрный король · f8 чёрный слон · g8 чёрный конь · h8 чёрная ладья · a7 чёрная пешка · b7 чёрная пешка · c7 чёрная пешка · d7 чёрный конь · f7 чёрная пешка · g7 чёрная пешка · h7 чёрная пешка · d6 чёрная пешка · e5 чёрная пешка · d4 белая пешка · e4 белая пешка · f3 белый конь · a2 белая пешка · b2 белая пешка · c2 белая пешка · f2 белая пешка · g2 белая пешка · h2 белая пешка · a1 белая ладья · b1 белый конь · c1 белый слон · d1 белый ферзь · e1 белый король · f1 белый слон · h1 белая ладья | a8 чёрная ладья · c8 чёрный слон · d8 чёрный ферзь · e8 чёрный король · f8 чёрный слон · g8 чёрный конь · h8 чёрная ладья · a7 чёрная пешка · b7 чёрная пешка · c7 чёрная пешка · d7 чёрный конь · f7 чёрная пешка · g7 чёрная пешка · h7 чёрная пешка · d6 чёрная пешка · e5 чёрная пешка · d4 белая пешка · e4 белая пешка · f3 белый конь · a2 белая пешка · b2 белая пешка · c2 белая пешка · f2 белая пешка · g2 белая пешка · h2 белая пешка · a1 белая ладья · b1 белый конь · c1 белый слон · d1 белый ферзь · e1 белый король · f1 белый слон · h1 белая ладья | a8 чёрная ладья · c8 чёрный слон · d8 чёрный ферзь · e8 чёрный король · f8 чёрный слон · g8 чёрный конь · h8 чёрная ладья · a7 чёрная пешка · b7 чёрная пешка · c7 чёрная пешка · d7 чёрный конь · f7 чёрная пешка · g7 чёрная пешка · h7 чёрная пешка · d6 чёрная пешка · e5 чёрная пешка · d4 белая пешка · e4 белая пешка · f3 белый конь · a2 белая пешка · b2 белая пешка · c2 белая пешка · f2 белая пешка · g2 белая пешка · h2 белая пешка · a1 белая ладья · b1 белый конь · c1 белый слон · d1 белый ферзь · e1 белый король · f1 белый слон · h1 белая ладья | a8 чёрная ладья · c8 чёрный слон · d8 чёрный ферзь · e8 чёрный король · f8 чёрный слон · g8 чёрный конь · h8 чёрная ладья · a7 чёрная пешка · b7 чёрная пешка · c7 чёрная пешка · d7 чёрный конь · f7 чёрная пешка · g7 чёрная пешка · h7 чёрная пешка · d6 чёрная пешка · e5 чёрная пешка · d4 белая пешка · e4 белая пешка · f3 белый конь · a2 белая пешка · b2 белая пешка · c2 белая пешка · f2 белая пешка · g2 белая пешка · h2 белая пешка · a1 белая ладья · b1 белый конь · c1 белый слон · d1 белый ферзь · e1 белый король · f1 белый слон · h1 белая ладья | a8 чёрная ладья · c8 чёрный слон · d8 чёрный ферзь · e8 чёрный король · f8 чёрный слон · g8 чёрный конь · h8 чёрная ладья · a7 чёрная пешка · b7 чёрная пешка · c7 чёрная пешка · d7 чёрный конь · f7 чёрная пешка · g7 чёрная пешка · h7 чёрная пешка · d6 чёрная пешка · e5 чёрная пешка · d4 белая пешка · e4 белая пешка · f3 белый конь · a2 белая пешка · b2 белая пешка · c2 белая пешка · f2 белая пешка · g2 белая пешка · h2 белая пешка · a1 белая ладья · b1 белый конь · c1 белый слон · d1 белый ферзь · e1 белый король · f1 белый слон · h1 белая ладья | a8 чёрная ладья · c8 чёрный слон · d8 чёрный ферзь · e8 чёрный король · f8 чёрный слон · g8 чёрный конь · h8 чёрная ладья · a7 чёрная пешка · b7 чёрная пешка · c7 чёрная пешка · d7 чёрный конь · f7 чёрная пешка · g7 чёрная пешка · h7 чёрная пешка · d6 чёрная пешка · e5 чёрная пешка · d4 белая пешка · e4 белая пешка · f3 белый конь · a2 белая пешка · b2 белая пешка · c2 белая пешка · f2 белая пешка · g2 белая пешка · h2 белая пешка · a1 белая ладья · b1 белый конь · c1 белый слон · d1 белый ферзь · e1 белый король · f1 белый слон · h1 белая ладья | 8 |
| 7 | a8 чёрная ладья · c8 чёрный слон · d8 чёрный ферзь · e8 чёрный король · f8 чёрный слон · g8 чёрный конь · h8 чёрная ладья · a7 чёрная пешка · b7 чёрная пешка · c7 чёрная пешка · d7 чёрный конь · f7 чёрная пешка · g7 чёрная пешка · h7 чёрная пешка · d6 чёрная пешка · e5 чёрная пешка · d4 белая пешка · e4 белая пешка · f3 белый конь · a2 белая пешка · b2 белая пешка · c2 белая пешка · f2 белая пешка · g2 белая пешка · h2 белая пешка · a1 белая ладья · b1 белый конь · c1 белый слон · d1 белый ферзь · e1 белый король · f1 белый слон · h1 белая ладья | a8 чёрная ладья · c8 чёрный слон · d8 чёрный ферзь · e8 чёрный король · f8 чёрный слон · g8 чёрный конь · h8 чёрная ладья · a7 чёрная пешка · b7 чёрная пешка · c7 чёрная пешка · d7 чёрный конь · f7 чёрная пешка · g7 чёрная пешка · h7 чёрная пешка · d6 чёрная пешка · e5 чёрная пешка · d4 белая пешка · e4 белая пешка · f3 белый конь · a2 белая пешка · b2 белая пешка · c2 белая пешка · f2 белая пешка · g2 белая пешка · h2 белая пешка · a1 белая ладья · b1 белый конь · c1 белый слон · d1 белый ферзь · e1 белый король · f1 белый слон · h1 белая ладья | a8 чёрная ладья · c8 чёрный слон · d8 чёрный ферзь · e8 чёрный король · f8 чёрный слон · g8 чёрный конь · h8 чёрная ладья · a7 чёрная пешка · b7 чёрная пешка · c7 чёрная пешка · d7 чёрный конь · f7 чёрная пешка · g7 чёрная пешка · h7 чёрная пешка · d6 чёрная пешка · e5 чёрная пешка · d4 белая пешка · e4 белая пешка · f3 белый конь · a2 белая пешка · b2 белая пешка · c2 белая пешка · f2 белая пешка · g2 белая пешка · h2 белая пешка · a1 белая ладья · b1 белый конь · c1 белый слон · d1 белый ферзь · e1 белый король · f1 белый слон · h1 белая ладья | a8 чёрная ладья · c8 чёрный слон · d8 чёрный ферзь · e8 чёрный король · f8 чёрный слон · g8 чёрный конь · h8 чёрная ладья · a7 чёрная пешка · b7 чёрная пешка · c7 чёрная пешка · d7 чёрный конь · f7 чёрная пешка · g7 чёрная пешка · h7 чёрная пешка · d6 чёрная пешка · e5 чёрная пешка · d4 белая пешка · e4 белая пешка · f3 белый конь · a2 белая пешка · b2 белая пешка · c2 белая пешка · f2 белая пешка · g2 белая пешка · h2 белая пешка · a1 белая ладья · b1 белый конь · c1 белый слон · d1 белый ферзь · e1 белый король · f1 белый слон · h1 белая ладья | a8 чёрная ладья · c8 чёрный слон · d8 чёрный ферзь · e8 чёрный король · f8 чёрный слон · g8 чёрный конь · h8 чёрная ладья · a7 чёрная пешка · b7 чёрная пешка · c7 чёрная пешка · d7 чёрный конь · f7 чёрная пешка · g7 чёрная пешка · h7 чёрная пешка · d6 чёрная пешка · e5 чёрная пешка · d4 белая пешка · e4 белая пешка · f3 белый конь · a2 белая пешка · b2 белая пешка · c2 белая пешка · f2 белая пешка · g2 белая пешка · h2 белая пешка · a1 белая ладья · b1 белый конь · c1 белый слон · d1 белый ферзь · e1 белый король · f1 белый слон · h1 белая ладья | a8 чёрная ладья · c8 чёрный слон · d8 чёрный ферзь · e8 чёрный король · f8 чёрный слон · g8 чёрный конь · h8 чёрная ладья · a7 чёрная пешка · b7 чёрная пешка · c7 чёрная пешка · d7 чёрный конь · f7 чёрная пешка · g7 чёрная пешка · h7 чёрная пешка · d6 чёрная пешка · e5 чёрная пешка · d4 белая пешка · e4 белая пешка · f3 белый конь · a2 белая пешка · b2 белая пешка · c2 белая пешка · f2 белая пешка · g2 белая пешка · h2 белая пешка · a1 белая ладья · b1 белый конь · c1 белый слон · d1 белый ферзь · e1 белый король · f1 белый слон · h1 белая ладья | a8 чёрная ладья · c8 чёрный слон · d8 чёрный ферзь · e8 чёрный король · f8 чёрный слон · g8 чёрный конь · h8 чёрная ладья · a7 чёрная пешка · b7 чёрная пешка · c7 чёрная пешка · d7 чёрный конь · f7 чёрная пешка · g7 чёрная пешка · h7 чёрная пешка · d6 чёрная пешка · e5 чёрная пешка · d4 белая пешка · e4 белая пешка · f3 белый конь · a2 белая пешка · b2 белая пешка · c2 белая пешка · f2 белая пешка · g2 белая пешка · h2 белая пешка · a1 белая ладья · b1 белый конь · c1 белый слон · d1 белый ферзь · e1 белый король · f1 белый слон · h1 белая ладья | a8 чёрная ладья · c8 чёрный слон · d8 чёрный ферзь · e8 чёрный король · f8 чёрный слон · g8 чёрный конь · h8 чёрная ладья · a7 чёрная пешка · b7 чёрная пешка · c7 чёрная пешка · d7 чёрный конь · f7 чёрная пешка · g7 чёрная пешка · h7 чёрная пешка · d6 чёрная пешка · e5 чёрная пешка · d4 белая пешка · e4 белая пешка · f3 белый конь · a2 белая пешка · b2 белая пешка · c2 белая пешка · f2 белая пешка · g2 белая пешка · h2 белая пешка · a1 белая ладья · b1 белый конь · c1 белый слон · d1 белый ферзь · e1 белый король · f1 белый слон · h1 белая ладья | 7 |
| 6 | a8 чёрная ладья · c8 чёрный слон · d8 чёрный ферзь · e8 чёрный король · f8 чёрный слон · g8 чёрный конь · h8 чёрная ладья · a7 чёрная пешка · b7 чёрная пешка · c7 чёрная пешка · d7 чёрный конь · f7 чёрная пешка · g7 чёрная пешка · h7 чёрная пешка · d6 чёрная пешка · e5 чёрная пешка · d4 белая пешка · e4 белая пешка · f3 белый конь · a2 белая пешка · b2 белая пешка · c2 белая пешка · f2 белая пешка · g2 белая пешка · h2 белая пешка · a1 белая ладья · b1 белый конь · c1 белый слон · d1 белый ферзь · e1 белый король · f1 белый слон · h1 белая ладья | a8 чёрная ладья · c8 чёрный слон · d8 чёрный ферзь · e8 чёрный король · f8 чёрный слон · g8 чёрный конь · h8 чёрная ладья · a7 чёрная пешка · b7 чёрная пешка · c7 чёрная пешка · d7 чёрный конь · f7 чёрная пешка · g7 чёрная пешка · h7 чёрная пешка · d6 чёрная пешка · e5 чёрная пешка · d4 белая пешка · e4 белая пешка · f3 белый конь · a2 белая пешка · b2 белая пешка · c2 белая пешка · f2 белая пешка · g2 белая пешка · h2 белая пешка · a1 белая ладья · b1 белый конь · c1 белый слон · d1 белый ферзь · e1 белый король · f1 белый слон · h1 белая ладья | a8 чёрная ладья · c8 чёрный слон · d8 чёрный ферзь · e8 чёрный король · f8 чёрный слон · g8 чёрный конь · h8 чёрная ладья · a7 чёрная пешка · b7 чёрная пешка · c7 чёрная пешка · d7 чёрный конь · f7 чёрная пешка · g7 чёрная пешка · h7 чёрная пешка · d6 чёрная пешка · e5 чёрная пешка · d4 белая пешка · e4 белая пешка · f3 белый конь · a2 белая пешка · b2 белая пешка · c2 белая пешка · f2 белая пешка · g2 белая пешка · h2 белая пешка · a1 белая ладья · b1 белый конь · c1 белый слон · d1 белый ферзь · e1 белый король · f1 белый слон · h1 белая ладья | a8 чёрная ладья · c8 чёрный слон · d8 чёрный ферзь · e8 чёрный король · f8 чёрный слон · g8 чёрный конь · h8 чёрная ладья · a7 чёрная пешка · b7 чёрная пешка · c7 чёрная пешка · d7 чёрный конь · f7 чёрная пешка · g7 чёрная пешка · h7 чёрная пешка · d6 чёрная пешка · e5 чёрная пешка · d4 белая пешка · e4 белая пешка · f3 белый конь · a2 белая пешка · b2 белая пешка · c2 белая пешка · f2 белая пешка · g2 белая пешка · h2 белая пешка · a1 белая ладья · b1 белый конь · c1 белый слон · d1 белый ферзь · e1 белый король · f1 белый слон · h1 белая ладья | a8 чёрная ладья · c8 чёрный слон · d8 чёрный ферзь · e8 чёрный король · f8 чёрный слон · g8 чёрный конь · h8 чёрная ладья · a7 чёрная пешка · b7 чёрная пешка · c7 чёрная пешка · d7 чёрный конь · f7 чёрная пешка · g7 чёрная пешка · h7 чёрная пешка · d6 чёрная пешка · e5 чёрная пешка · d4 белая пешка · e4 белая пешка · f3 белый конь · a2 белая пешка · b2 белая пешка · c2 белая пешка · f2 белая пешка · g2 белая пешка · h2 белая пешка · a1 белая ладья · b1 белый конь · c1 белый слон · d1 белый ферзь · e1 белый король · f1 белый слон · h1 белая ладья | a8 чёрная ладья · c8 чёрный слон · d8 чёрный ферзь · e8 чёрный король · f8 чёрный слон · g8 чёрный конь · h8 чёрная ладья · a7 чёрная пешка · b7 чёрная пешка · c7 чёрная пешка · d7 чёрный конь · f7 чёрная пешка · g7 чёрная пешка · h7 чёрная пешка · d6 чёрная пешка · e5 чёрная пешка · d4 белая пешка · e4 белая пешка · f3 белый конь · a2 белая пешка · b2 белая пешка · c2 белая пешка · f2 белая пешка · g2 белая пешка · h2 белая пешка · a1 белая ладья · b1 белый конь · c1 белый слон · d1 белый ферзь · e1 белый король · f1 белый слон · h1 белая ладья | a8 чёрная ладья · c8 чёрный слон · d8 чёрный ферзь · e8 чёрный король · f8 чёрный слон · g8 чёрный конь · h8 чёрная ладья · a7 чёрная пешка · b7 чёрная пешка · c7 чёрная пешка · d7 чёрный конь · f7 чёрная пешка · g7 чёрная пешка · h7 чёрная пешка · d6 чёрная пешка · e5 чёрная пешка · d4 белая пешка · e4 белая пешка · f3 белый конь · a2 белая пешка · b2 белая пешка · c2 белая пешка · f2 белая пешка · g2 белая пешка · h2 белая пешка · a1 белая ладья · b1 белый конь · c1 белый слон · d1 белый ферзь · e1 белый король · f1 белый слон · h1 белая ладья | a8 чёрная ладья · c8 чёрный слон · d8 чёрный ферзь · e8 чёрный король · f8 чёрный слон · g8 чёрный конь · h8 чёрная ладья · a7 чёрная пешка · b7 чёрная пешка · c7 чёрная пешка · d7 чёрный конь · f7 чёрная пешка · g7 чёрная пешка · h7 чёрная пешка · d6 чёрная пешка · e5 чёрная пешка · d4 белая пешка · e4 белая пешка · f3 белый конь · a2 белая пешка · b2 белая пешка · c2 белая пешка · f2 белая пешка · g2 белая пешка · h2 белая пешка · a1 белая ладья · b1 белый конь · c1 белый слон · d1 белый ферзь · e1 белый король · f1 белый слон · h1 белая ладья | 6 |
| 5 | a8 чёрная ладья · c8 чёрный слон · d8 чёрный ферзь · e8 чёрный король · f8 чёрный слон · g8 чёрный конь · h8 чёрная ладья · a7 чёрная пешка · b7 чёрная пешка · c7 чёрная пешка · d7 чёрный конь · f7 чёрная пешка · g7 чёрная пешка · h7 чёрная пешка · d6 чёрная пешка · e5 чёрная пешка · d4 белая пешка · e4 белая пешка · f3 белый конь · a2 белая пешка · b2 белая пешка · c2 белая пешка · f2 белая пешка · g2 белая пешка · h2 белая пешка · a1 белая ладья · b1 белый конь · c1 белый слон · d1 белый ферзь · e1 белый король · f1 белый слон · h1 белая ладья | a8 чёрная ладья · c8 чёрный слон · d8 чёрный ферзь · e8 чёрный король · f8 чёрный слон · g8 чёрный конь · h8 чёрная ладья · a7 чёрная пешка · b7 чёрная пешка · c7 чёрная пешка · d7 чёрный конь · f7 чёрная пешка · g7 чёрная пешка · h7 чёрная пешка · d6 чёрная пешка · e5 чёрная пешка · d4 белая пешка · e4 белая пешка · f3 белый конь · a2 белая пешка · b2 белая пешка · c2 белая пешка · f2 белая пешка · g2 белая пешка · h2 белая пешка · a1 белая ладья · b1 белый конь · c1 белый слон · d1 белый ферзь · e1 белый король · f1 белый слон · h1 белая ладья | a8 чёрная ладья · c8 чёрный слон · d8 чёрный ферзь · e8 чёрный король · f8 чёрный слон · g8 чёрный конь · h8 чёрная ладья · a7 чёрная пешка · b7 чёрная пешка · c7 чёрная пешка · d7 чёрный конь · f7 чёрная пешка · g7 чёрная пешка · h7 чёрная пешка · d6 чёрная пешка · e5 чёрная пешка · d4 белая пешка · e4 белая пешка · f3 белый конь · a2 белая пешка · b2 белая пешка · c2 белая пешка · f2 белая пешка · g2 белая пешка · h2 белая пешка · a1 белая ладья · b1 белый конь · c1 белый слон · d1 белый ферзь · e1 белый король · f1 белый слон · h1 белая ладья | a8 чёрная ладья · c8 чёрный слон · d8 чёрный ферзь · e8 чёрный король · f8 чёрный слон · g8 чёрный конь · h8 чёрная ладья · a7 чёрная пешка · b7 чёрная пешка · c7 чёрная пешка · d7 чёрный конь · f7 чёрная пешка · g7 чёрная пешка · h7 чёрная пешка · d6 чёрная пешка · e5 чёрная пешка · d4 белая пешка · e4 белая пешка · f3 белый конь · a2 белая пешка · b2 белая пешка · c2 белая пешка · f2 белая пешка · g2 белая пешка · h2 белая пешка · a1 белая ладья · b1 белый конь · c1 белый слон · d1 белый ферзь · e1 белый король · f1 белый слон · h1 белая ладья | a8 чёрная ладья · c8 чёрный слон · d8 чёрный ферзь · e8 чёрный король · f8 чёрный слон · g8 чёрный конь · h8 чёрная ладья · a7 чёрная пешка · b7 чёрная пешка · c7 чёрная пешка · d7 чёрный конь · f7 чёрная пешка · g7 чёрная пешка · h7 чёрная пешка · d6 чёрная пешка · e5 чёрная пешка · d4 белая пешка · e4 белая пешка · f3 белый конь · a2 белая пешка · b2 белая пешка · c2 белая пешка · f2 белая пешка · g2 белая пешка · h2 белая пешка · a1 белая ладья · b1 белый конь · c1 белый слон · d1 белый ферзь · e1 белый король · f1 белый слон · h1 белая ладья | a8 чёрная ладья · c8 чёрный слон · d8 чёрный ферзь · e8 чёрный король · f8 чёрный слон · g8 чёрный конь · h8 чёрная ладья · a7 чёрная пешка · b7 чёрная пешка · c7 чёрная пешка · d7 чёрный конь · f7 чёрная пешка · g7 чёрная пешка · h7 чёрная пешка · d6 чёрная пешка · e5 чёрная пешка · d4 белая пешка · e4 белая пешка · f3 белый конь · a2 белая пешка · b2 белая пешка · c2 белая пешка · f2 белая пешка · g2 белая пешка · h2 белая пешка · a1 белая ладья · b1 белый конь · c1 белый слон · d1 белый ферзь · e1 белый король · f1 белый слон · h1 белая ладья | a8 чёрная ладья · c8 чёрный слон · d8 чёрный ферзь · e8 чёрный король · f8 чёрный слон · g8 чёрный конь · h8 чёрная ладья · a7 чёрная пешка · b7 чёрная пешка · c7 чёрная пешка · d7 чёрный конь · f7 чёрная пешка · g7 чёрная пешка · h7 чёрная пешка · d6 чёрная пешка · e5 чёрная пешка · d4 белая пешка · e4 белая пешка · f3 белый конь · a2 белая пешка · b2 белая пешка · c2 белая пешка · f2 белая пешка · g2 белая пешка · h2 белая пешка · a1 белая ладья · b1 белый конь · c1 белый слон · d1 белый ферзь · e1 белый король · f1 белый слон · h1 белая ладья | a8 чёрная ладья · c8 чёрный слон · d8 чёрный ферзь · e8 чёрный король · f8 чёрный слон · g8 чёрный конь · h8 чёрная ладья · a7 чёрная пешка · b7 чёрная пешка · c7 чёрная пешка · d7 чёрный конь · f7 чёрная пешка · g7 чёрная пешка · h7 чёрная пешка · d6 чёрная пешка · e5 чёрная пешка · d4 белая пешка · e4 белая пешка · f3 белый конь · a2 белая пешка · b2 белая пешка · c2 белая пешка · f2 белая пешка · g2 белая пешка · h2 белая пешка · a1 белая ладья · b1 белый конь · c1 белый слон · d1 белый ферзь · e1 белый король · f1 белый слон · h1 белая ладья | 5 |
| 4 | a8 чёрная ладья · c8 чёрный слон · d8 чёрный ферзь · e8 чёрный король · f8 чёрный слон · g8 чёрный конь · h8 чёрная ладья · a7 чёрная пешка · b7 чёрная пешка · c7 чёрная пешка · d7 чёрный конь · f7 чёрная пешка · g7 чёрная пешка · h7 чёрная пешка · d6 чёрная пешка · e5 чёрная пешка · d4 белая пешка · e4 белая пешка · f3 белый конь · a2 белая пешка · b2 белая пешка · c2 белая пешка · f2 белая пешка · g2 белая пешка · h2 белая пешка · a1 белая ладья · b1 белый конь · c1 белый слон · d1 белый ферзь · e1 белый король · f1 белый слон · h1 белая ладья | a8 чёрная ладья · c8 чёрный слон · d8 чёрный ферзь · e8 чёрный король · f8 чёрный слон · g8 чёрный конь · h8 чёрная ладья · a7 чёрная пешка · b7 чёрная пешка · c7 чёрная пешка · d7 чёрный конь · f7 чёрная пешка · g7 чёрная пешка · h7 чёрная пешка · d6 чёрная пешка · e5 чёрная пешка · d4 белая пешка · e4 белая пешка · f3 белый конь · a2 белая пешка · b2 белая пешка · c2 белая пешка · f2 белая пешка · g2 белая пешка · h2 белая пешка · a1 белая ладья · b1 белый конь · c1 белый слон · d1 белый ферзь · e1 белый король · f1 белый слон · h1 белая ладья | a8 чёрная ладья · c8 чёрный слон · d8 чёрный ферзь · e8 чёрный король · f8 чёрный слон · g8 чёрный конь · h8 чёрная ладья · a7 чёрная пешка · b7 чёрная пешка · c7 чёрная пешка · d7 чёрный конь · f7 чёрная пешка · g7 чёрная пешка · h7 чёрная пешка · d6 чёрная пешка · e5 чёрная пешка · d4 белая пешка · e4 белая пешка · f3 белый конь · a2 белая пешка · b2 белая пешка · c2 белая пешка · f2 белая пешка · g2 белая пешка · h2 белая пешка · a1 белая ладья · b1 белый конь · c1 белый слон · d1 белый ферзь · e1 белый король · f1 белый слон · h1 белая ладья | a8 чёрная ладья · c8 чёрный слон · d8 чёрный ферзь · e8 чёрный король · f8 чёрный слон · g8 чёрный конь · h8 чёрная ладья · a7 чёрная пешка · b7 чёрная пешка · c7 чёрная пешка · d7 чёрный конь · f7 чёрная пешка · g7 чёрная пешка · h7 чёрная пешка · d6 чёрная пешка · e5 чёрная пешка · d4 белая пешка · e4 белая пешка · f3 белый конь · a2 белая пешка · b2 белая пешка · c2 белая пешка · f2 белая пешка · g2 белая пешка · h2 белая пешка · a1 белая ладья · b1 белый конь · c1 белый слон · d1 белый ферзь · e1 белый король · f1 белый слон · h1 белая ладья | a8 чёрная ладья · c8 чёрный слон · d8 чёрный ферзь · e8 чёрный король · f8 чёрный слон · g8 чёрный конь · h8 чёрная ладья · a7 чёрная пешка · b7 чёрная пешка · c7 чёрная пешка · d7 чёрный конь · f7 чёрная пешка · g7 чёрная пешка · h7 чёрная пешка · d6 чёрная пешка · e5 чёрная пешка · d4 белая пешка · e4 белая пешка · f3 белый конь · a2 белая пешка · b2 белая пешка · c2 белая пешка · f2 белая пешка · g2 белая пешка · h2 белая пешка · a1 белая ладья · b1 белый конь · c1 белый слон · d1 белый ферзь · e1 белый король · f1 белый слон · h1 белая ладья | a8 чёрная ладья · c8 чёрный слон · d8 чёрный ферзь · e8 чёрный король · f8 чёрный слон · g8 чёрный конь · h8 чёрная ладья · a7 чёрная пешка · b7 чёрная пешка · c7 чёрная пешка · d7 чёрный конь · f7 чёрная пешка · g7 чёрная пешка · h7 чёрная пешка · d6 чёрная пешка · e5 чёрная пешка · d4 белая пешка · e4 белая пешка · f3 белый конь · a2 белая пешка · b2 белая пешка · c2 белая пешка · f2 белая пешка · g2 белая пешка · h2 белая пешка · a1 белая ладья · b1 белый конь · c1 белый слон · d1 белый ферзь · e1 белый король · f1 белый слон · h1 белая ладья | a8 чёрная ладья · c8 чёрный слон · d8 чёрный ферзь · e8 чёрный король · f8 чёрный слон · g8 чёрный конь · h8 чёрная ладья · a7 чёрная пешка · b7 чёрная пешка · c7 чёрная пешка · d7 чёрный конь · f7 чёрная пешка · g7 чёрная пешка · h7 чёрная пешка · d6 чёрная пешка · e5 чёрная пешка · d4 белая пешка · e4 белая пешка · f3 белый конь · a2 белая пешка · b2 белая пешка · c2 белая пешка · f2 белая пешка · g2 белая пешка · h2 белая пешка · a1 белая ладья · b1 белый конь · c1 белый слон · d1 белый ферзь · e1 белый король · f1 белый слон · h1 белая ладья | a8 чёрная ладья · c8 чёрный слон · d8 чёрный ферзь · e8 чёрный король · f8 чёрный слон · g8 чёрный конь · h8 чёрная ладья · a7 чёрная пешка · b7 чёрная пешка · c7 чёрная пешка · d7 чёрный конь · f7 чёрная пешка · g7 чёрная пешка · h7 чёрная пешка · d6 чёрная пешка · e5 чёрная пешка · d4 белая пешка · e4 белая пешка · f3 белый конь · a2 белая пешка · b2 белая пешка · c2 белая пешка · f2 белая пешка · g2 белая пешка · h2 белая пешка · a1 белая ладья · b1 белый конь · c1 белый слон · d1 белый ферзь · e1 белый король · f1 белый слон · h1 белая ладья | 4 |
| 3 | a8 чёрная ладья · c8 чёрный слон · d8 чёрный ферзь · e8 чёрный король · f8 чёрный слон · g8 чёрный конь · h8 чёрная ладья · a7 чёрная пешка · b7 чёрная пешка · c7 чёрная пешка · d7 чёрный конь · f7 чёрная пешка · g7 чёрная пешка · h7 чёрная пешка · d6 чёрная пешка · e5 чёрная пешка · d4 белая пешка · e4 белая пешка · f3 белый конь · a2 белая пешка · b2 белая пешка · c2 белая пешка · f2 белая пешка · g2 белая пешка · h2 белая пешка · a1 белая ладья · b1 белый конь · c1 белый слон · d1 белый ферзь · e1 белый король · f1 белый слон · h1 белая ладья | a8 чёрная ладья · c8 чёрный слон · d8 чёрный ферзь · e8 чёрный король · f8 чёрный слон · g8 чёрный конь · h8 чёрная ладья · a7 чёрная пешка · b7 чёрная пешка · c7 чёрная пешка · d7 чёрный конь · f7 чёрная пешка · g7 чёрная пешка · h7 чёрная пешка · d6 чёрная пешка · e5 чёрная пешка · d4 белая пешка · e4 белая пешка · f3 белый конь · a2 белая пешка · b2 белая пешка · c2 белая пешка · f2 белая пешка · g2 белая пешка · h2 белая пешка · a1 белая ладья · b1 белый конь · c1 белый слон · d1 белый ферзь · e1 белый король · f1 белый слон · h1 белая ладья | a8 чёрная ладья · c8 чёрный слон · d8 чёрный ферзь · e8 чёрный король · f8 чёрный слон · g8 чёрный конь · h8 чёрная ладья · a7 чёрная пешка · b7 чёрная пешка · c7 чёрная пешка · d7 чёрный конь · f7 чёрная пешка · g7 чёрная пешка · h7 чёрная пешка · d6 чёрная пешка · e5 чёрная пешка · d4 белая пешка · e4 белая пешка · f3 белый конь · a2 белая пешка · b2 белая пешка · c2 белая пешка · f2 белая пешка · g2 белая пешка · h2 белая пешка · a1 белая ладья · b1 белый конь · c1 белый слон · d1 белый ферзь · e1 белый король · f1 белый слон · h1 белая ладья | a8 чёрная ладья · c8 чёрный слон · d8 чёрный ферзь · e8 чёрный король · f8 чёрный слон · g8 чёрный конь · h8 чёрная ладья · a7 чёрная пешка · b7 чёрная пешка · c7 чёрная пешка · d7 чёрный конь · f7 чёрная пешка · g7 чёрная пешка · h7 чёрная пешка · d6 чёрная пешка · e5 чёрная пешка · d4 белая пешка · e4 белая пешка · f3 белый конь · a2 белая пешка · b2 белая пешка · c2 белая пешка · f2 белая пешка · g2 белая пешка · h2 белая пешка · a1 белая ладья · b1 белый конь · c1 белый слон · d1 белый ферзь · e1 белый король · f1 белый слон · h1 белая ладья | a8 чёрная ладья · c8 чёрный слон · d8 чёрный ферзь · e8 чёрный король · f8 чёрный слон · g8 чёрный конь · h8 чёрная ладья · a7 чёрная пешка · b7 чёрная пешка · c7 чёрная пешка · d7 чёрный конь · f7 чёрная пешка · g7 чёрная пешка · h7 чёрная пешка · d6 чёрная пешка · e5 чёрная пешка · d4 белая пешка · e4 белая пешка · f3 белый конь · a2 белая пешка · b2 белая пешка · c2 белая пешка · f2 белая пешка · g2 белая пешка · h2 белая пешка · a1 белая ладья · b1 белый конь · c1 белый слон · d1 белый ферзь · e1 белый король · f1 белый слон · h1 белая ладья | a8 чёрная ладья · c8 чёрный слон · d8 чёрный ферзь · e8 чёрный король · f8 чёрный слон · g8 чёрный конь · h8 чёрная ладья · a7 чёрная пешка · b7 чёрная пешка · c7 чёрная пешка · d7 чёрный конь · f7 чёрная пешка · g7 чёрная пешка · h7 чёрная пешка · d6 чёрная пешка · e5 чёрная пешка · d4 белая пешка · e4 белая пешка · f3 белый конь · a2 белая пешка · b2 белая пешка · c2 белая пешка · f2 белая пешка · g2 белая пешка · h2 белая пешка · a1 белая ладья · b1 белый конь · c1 белый слон · d1 белый ферзь · e1 белый король · f1 белый слон · h1 белая ладья | a8 чёрная ладья · c8 чёрный слон · d8 чёрный ферзь · e8 чёрный король · f8 чёрный слон · g8 чёрный конь · h8 чёрная ладья · a7 чёрная пешка · b7 чёрная пешка · c7 чёрная пешка · d7 чёрный конь · f7 чёрная пешка · g7 чёрная пешка · h7 чёрная пешка · d6 чёрная пешка · e5 чёрная пешка · d4 белая пешка · e4 белая пешка · f3 белый конь · a2 белая пешка · b2 белая пешка · c2 белая пешка · f2 белая пешка · g2 белая пешка · h2 белая пешка · a1 белая ладья · b1 белый конь · c1 белый слон · d1 белый ферзь · e1 белый король · f1 белый слон · h1 белая ладья | a8 чёрная ладья · c8 чёрный слон · d8 чёрный ферзь · e8 чёрный король · f8 чёрный слон · g8 чёрный конь · h8 чёрная ладья · a7 чёрная пешка · b7 чёрная пешка · c7 чёрная пешка · d7 чёрный конь · f7 чёрная пешка · g7 чёрная пешка · h7 чёрная пешка · d6 чёрная пешка · e5 чёрная пешка · d4 белая пешка · e4 белая пешка · f3 белый конь · a2 белая пешка · b2 белая пешка · c2 белая пешка · f2 белая пешка · g2 белая пешка · h2 белая пешка · a1 белая ладья · b1 белый конь · c1 белый слон · d1 белый ферзь · e1 белый король · f1 белый слон · h1 белая ладья | 3 |
| 2 | a8 чёрная ладья · c8 чёрный слон · d8 чёрный ферзь · e8 чёрный король · f8 чёрный слон · g8 чёрный конь · h8 чёрная ладья · a7 чёрная пешка · b7 чёрная пешка · c7 чёрная пешка · d7 чёрный конь · f7 чёрная пешка · g7 чёрная пешка · h7 чёрная пешка · d6 чёрная пешка · e5 чёрная пешка · d4 белая пешка · e4 белая пешка · f3 белый конь · a2 белая пешка · b2 белая пешка · c2 белая пешка · f2 белая пешка · g2 белая пешка · h2 белая пешка · a1 белая ладья · b1 белый конь · c1 белый слон · d1 белый ферзь · e1 белый король · f1 белый слон · h1 белая ладья | a8 чёрная ладья · c8 чёрный слон · d8 чёрный ферзь · e8 чёрный король · f8 чёрный слон · g8 чёрный конь · h8 чёрная ладья · a7 чёрная пешка · b7 чёрная пешка · c7 чёрная пешка · d7 чёрный конь · f7 чёрная пешка · g7 чёрная пешка · h7 чёрная пешка · d6 чёрная пешка · e5 чёрная пешка · d4 белая пешка · e4 белая пешка · f3 белый конь · a2 белая пешка · b2 белая пешка · c2 белая пешка · f2 белая пешка · g2 белая пешка · h2 белая пешка · a1 белая ладья · b1 белый конь · c1 белый слон · d1 белый ферзь · e1 белый король · f1 белый слон · h1 белая ладья | a8 чёрная ладья · c8 чёрный слон · d8 чёрный ферзь · e8 чёрный король · f8 чёрный слон · g8 чёрный конь · h8 чёрная ладья · a7 чёрная пешка · b7 чёрная пешка · c7 чёрная пешка · d7 чёрный конь · f7 чёрная пешка · g7 чёрная пешка · h7 чёрная пешка · d6 чёрная пешка · e5 чёрная пешка · d4 белая пешка · e4 белая пешка · f3 белый конь · a2 белая пешка · b2 белая пешка · c2 белая пешка · f2 белая пешка · g2 белая пешка · h2 белая пешка · a1 белая ладья · b1 белый конь · c1 белый слон · d1 белый ферзь · e1 белый король · f1 белый слон · h1 белая ладья | a8 чёрная ладья · c8 чёрный слон · d8 чёрный ферзь · e8 чёрный король · f8 чёрный слон · g8 чёрный конь · h8 чёрная ладья · a7 чёрная пешка · b7 чёрная пешка · c7 чёрная пешка · d7 чёрный конь · f7 чёрная пешка · g7 чёрная пешка · h7 чёрная пешка · d6 чёрная пешка · e5 чёрная пешка · d4 белая пешка · e4 белая пешка · f3 белый конь · a2 белая пешка · b2 белая пешка · c2 белая пешка · f2 белая пешка · g2 белая пешка · h2 белая пешка · a1 белая ладья · b1 белый конь · c1 белый слон · d1 белый ферзь · e1 белый король · f1 белый слон · h1 белая ладья | a8 чёрная ладья · c8 чёрный слон · d8 чёрный ферзь · e8 чёрный король · f8 чёрный слон · g8 чёрный конь · h8 чёрная ладья · a7 чёрная пешка · b7 чёрная пешка · c7 чёрная пешка · d7 чёрный конь · f7 чёрная пешка · g7 чёрная пешка · h7 чёрная пешка · d6 чёрная пешка · e5 чёрная пешка · d4 белая пешка · e4 белая пешка · f3 белый конь · a2 белая пешка · b2 белая пешка · c2 белая пешка · f2 белая пешка · g2 белая пешка · h2 белая пешка · a1 белая ладья · b1 белый конь · c1 белый слон · d1 белый ферзь · e1 белый король · f1 белый слон · h1 белая ладья | a8 чёрная ладья · c8 чёрный слон · d8 чёрный ферзь · e8 чёрный король · f8 чёрный слон · g8 чёрный конь · h8 чёрная ладья · a7 чёрная пешка · b7 чёрная пешка · c7 чёрная пешка · d7 чёрный конь · f7 чёрная пешка · g7 чёрная пешка · h7 чёрная пешка · d6 чёрная пешка · e5 чёрная пешка · d4 белая пешка · e4 белая пешка · f3 белый конь · a2 белая пешка · b2 белая пешка · c2 белая пешка · f2 белая пешка · g2 белая пешка · h2 белая пешка · a1 белая ладья · b1 белый конь · c1 белый слон · d1 белый ферзь · e1 белый король · f1 белый слон · h1 белая ладья | a8 чёрная ладья · c8 чёрный слон · d8 чёрный ферзь · e8 чёрный король · f8 чёрный слон · g8 чёрный конь · h8 чёрная ладья · a7 чёрная пешка · b7 чёрная пешка · c7 чёрная пешка · d7 чёрный конь · f7 чёрная пешка · g7 чёрная пешка · h7 чёрная пешка · d6 чёрная пешка · e5 чёрная пешка · d4 белая пешка · e4 белая пешка · f3 белый конь · a2 белая пешка · b2 белая пешка · c2 белая пешка · f2 белая пешка · g2 белая пешка · h2 белая пешка · a1 белая ладья · b1 белый конь · c1 белый слон · d1 белый ферзь · e1 белый король · f1 белый слон · h1 белая ладья | a8 чёрная ладья · c8 чёрный слон · d8 чёрный ферзь · e8 чёрный король · f8 чёрный слон · g8 чёрный конь · h8 чёрная ладья · a7 чёрная пешка · b7 чёрная пешка · c7 чёрная пешка · d7 чёрный конь · f7 чёрная пешка · g7 чёрная пешка · h7 чёрная пешка · d6 чёрная пешка · e5 чёрная пешка · d4 белая пешка · e4 белая пешка · f3 белый конь · a2 белая пешка · b2 белая пешка · c2 белая пешка · f2 белая пешка · g2 белая пешка · h2 белая пешка · a1 белая ладья · b1 белый конь · c1 белый слон · d1 белый ферзь · e1 белый король · f1 белый слон · h1 белая ладья | 2 |
| 1 | a8 чёрная ладья · c8 чёрный слон · d8 чёрный ферзь · e8 чёрный король · f8 чёрный слон · g8 чёрный конь · h8 чёрная ладья · a7 чёрная пешка · b7 чёрная пешка · c7 чёрная пешка · d7 чёрный конь · f7 чёрная пешка · g7 чёрная пешка · h7 чёрная пешка · d6 чёрная пешка · e5 чёрная пешка · d4 белая пешка · e4 белая пешка · f3 белый конь · a2 белая пешка · b2 белая пешка · c2 белая пешка · f2 белая пешка · g2 белая пешка · h2 белая пешка · a1 белая ладья · b1 белый конь · c1 белый слон · d1 белый ферзь · e1 белый король · f1 белый слон · h1 белая ладья | a8 чёрная ладья · c8 чёрный слон · d8 чёрный ферзь · e8 чёрный король · f8 чёрный слон · g8 чёрный конь · h8 чёрная ладья · a7 чёрная пешка · b7 чёрная пешка · c7 чёрная пешка · d7 чёрный конь · f7 чёрная пешка · g7 чёрная пешка · h7 чёрная пешка · d6 чёрная пешка · e5 чёрная пешка · d4 белая пешка · e4 белая пешка · f3 белый конь · a2 белая пешка · b2 белая пешка · c2 белая пешка · f2 белая пешка · g2 белая пешка · h2 белая пешка · a1 белая ладья · b1 белый конь · c1 белый слон · d1 белый ферзь · e1 белый король · f1 белый слон · h1 белая ладья | a8 чёрная ладья · c8 чёрный слон · d8 чёрный ферзь · e8 чёрный король · f8 чёрный слон · g8 чёрный конь · h8 чёрная ладья · a7 чёрная пешка · b7 чёрная пешка · c7 чёрная пешка · d7 чёрный конь · f7 чёрная пешка · g7 чёрная пешка · h7 чёрная пешка · d6 чёрная пешка · e5 чёрная пешка · d4 белая пешка · e4 белая пешка · f3 белый конь · a2 белая пешка · b2 белая пешка · c2 белая пешка · f2 белая пешка · g2 белая пешка · h2 белая пешка · a1 белая ладья · b1 белый конь · c1 белый слон · d1 белый ферзь · e1 белый король · f1 белый слон · h1 белая ладья | a8 чёрная ладья · c8 чёрный слон · d8 чёрный ферзь · e8 чёрный король · f8 чёрный слон · g8 чёрный конь · h8 чёрная ладья · a7 чёрная пешка · b7 чёрная пешка · c7 чёрная пешка · d7 чёрный конь · f7 чёрная пешка · g7 чёрная пешка · h7 чёрная пешка · d6 чёрная пешка · e5 чёрная пешка · d4 белая пешка · e4 белая пешка · f3 белый конь · a2 белая пешка · b2 белая пешка · c2 белая пешка · f2 белая пешка · g2 белая пешка · h2 белая пешка · a1 белая ладья · b1 белый конь · c1 белый слон · d1 белый ферзь · e1 белый король · f1 белый слон · h1 белая ладья | a8 чёрная ладья · c8 чёрный слон · d8 чёрный ферзь · e8 чёрный король · f8 чёрный слон · g8 чёрный конь · h8 чёрная ладья · a7 чёрная пешка · b7 чёрная пешка · c7 чёрная пешка · d7 чёрный конь · f7 чёрная пешка · g7 чёрная пешка · h7 чёрная пешка · d6 чёрная пешка · e5 чёрная пешка · d4 белая пешка · e4 белая пешка · f3 белый конь · a2 белая пешка · b2 белая пешка · c2 белая пешка · f2 белая пешка · g2 белая пешка · h2 белая пешка · a1 белая ладья · b1 белый конь · c1 белый слон · d1 белый ферзь · e1 белый король · f1 белый слон · h1 белая ладья | a8 чёрная ладья · c8 чёрный слон · d8 чёрный ферзь · e8 чёрный король · f8 чёрный слон · g8 чёрный конь · h8 чёрная ладья · a7 чёрная пешка · b7 чёрная пешка · c7 чёрная пешка · d7 чёрный конь · f7 чёрная пешка · g7 чёрная пешка · h7 чёрная пешка · d6 чёрная пешка · e5 чёрная пешка · d4 белая пешка · e4 белая пешка · f3 белый конь · a2 белая пешка · b2 белая пешка · c2 белая пешка · f2 белая пешка · g2 белая пешка · h2 белая пешка · a1 белая ладья · b1 белый конь · c1 белый слон · d1 белый ферзь · e1 белый король · f1 белый слон · h1 белая ладья | a8 чёрная ладья · c8 чёрный слон · d8 чёрный ферзь · e8 чёрный король · f8 чёрный слон · g8 чёрный конь · h8 чёрная ладья · a7 чёрная пешка · b7 чёрная пешка · c7 чёрная пешка · d7 чёрный конь · f7 чёрная пешка · g7 чёрная пешка · h7 чёрная пешка · d6 чёрная пешка · e5 чёрная пешка · d4 белая пешка · e4 белая пешка · f3 белый конь · a2 белая пешка · b2 белая пешка · c2 белая пешка · f2 белая пешка · g2 белая пешка · h2 белая пешка · a1 белая ладья · b1 белый конь · c1 белый слон · d1 белый ферзь · e1 белый король · f1 белый слон · h1 белая ладья | a8 чёрная ладья · c8 чёрный слон · d8 чёрный ферзь · e8 чёрный король · f8 чёрный слон · g8 чёрный конь · h8 чёрная ладья · a7 чёрная пешка · b7 чёрная пешка · c7 чёрная пешка · d7 чёрный конь · f7 чёрная пешка · g7 чёрная пешка · h7 чёрная пешка · d6 чёрная пешка · e5 чёрная пешка · d4 белая пешка · e4 белая пешка · f3 белый конь · a2 белая пешка · b2 белая пешка · c2 белая пешка · f2 белая пешка · g2 белая пешка · h2 белая пешка · a1 белая ладья · b1 белый конь · c1 белый слон · d1 белый ферзь · e1 белый король · f1 белый слон · h1 белая ладья | 1 |
|   | a | b | c | d | e | f | g | h |   |

Именем Хэнема названа система в защите Филидора (1. e4 e5 2. Кf3 d6 3. d4 Кd7).
Также Хэнем ввел в практику одну из разновидностей закрытой системы сицилианской защиты (1. e4 c5 2. Кc3 Кc6 3. f4). Известны его исследования продолжений, связанных с ходом 2. d3 (после 1. e4 e6 и 1. e4 e5).

## Спортивные результаты
| Год         | Город        | Соревнование                                                                   | +  | −  | = | Результат | Место |
| ----------- | ------------ | ------------------------------------------------------------------------------ | -- | -- | - | --------- | ----- |
| 1884 / 1885 | Нью-Йорк     | Чемпионат Манхэттенского ШК                                                    |    |    |   |           | 2     |
| 1885        | Нью-Йорк     | Чемпионат Манхэттенского ШК                                                    |    |    |   |           | 2     |
| 1886        | Нью-Йорк     | Чемпионат Нью-Йоркского ШК                                                     |    |    |   |           | 2     |
|             | Лондон       | Международный турнир (2-й конгресс Британской шахматной ассоциации)            |    |    |   | 3½ из 12  | 12    |
|             | Ноттингем    | Международный турнир                                                           |    |    |   | 2 из 9    | 8     |
| 1888        | Цинциннати   | 1-й турнир Американской шахматной ассоциации                                   |    |    |   | 5½ из 10  | 2—3   |
| 1889        | Нью-Йорк     | Международный турнир (6-й американский шахматный конгресс)                     | 11 | 21 | 6 | 14 из 38  | 16    |
| 1891        | Лексингтон   | 4-й турнир Американской шахматной ассоциации                                   |    |    |   | 3 из 6    | 3     |
|             | Скениэтлес   | Турнир американских мастеров                                                   |    |    |   |           | 1     |
|             | Скениэтлес   | Турнир американских мастеров (другой)                                          |    |    |   |           | 1     |
|             | Нью-Йорк     | Чемпионат штата Нью-Йорк                                                       |    |    |   |           | 1     |
| 1892        | Нью-Йорк     | Чемпионат штата Нью-Йорк                                                       |    |    |   |           |       |
| 1893        | Нью-Йорк     | Международный турнир (турнир Нью-Йоркского ШК)                                 | 3  | 6  | 0 | 3 из 9    | 8—9   |
| 1894        | Нью-Йорк     | Международный турнир                                                           | 3  | 5  | 2 | 4 из 10   | 7—9   |
| 1895        |              | Матч по телеграфу Англия — Манхэттенский ШК (против Ф. Лорда)                  | 0  | 0  | 1 | ½ из 1    |       |
| 1896        | Нью-Йорк     | Чемпионат штата Нью-Йорк                                                       |    |    |   |           |       |
| 1897        | Нью-Йорк     | Матч Нью-Йорк — Пенсильвания                                                   |    |    |   | 4½ из 7   |       |
| 1898        | Гроув-Спринг | Чемпионат штата Нью-Йорк                                                       |    |    |   |           |       |
|             | Нью-Йорк     | Чемпионат Манхэттенского ШК                                                    |    |    |   |           |       |
| 1899        | Саратога     | Командное первенство штата Нью-Йорк                                            |    |    |   |           |       |
|             | Нью-Йорк     | Показательная партия с Д. М. Яновским                                          | 0  | 1  | 0 | 0 из 1    |       |
|             | Нью-Йорк     | Матч Нью-Йорк — Пенсильвания                                                   |    |    |   |           |       |
|             | Нью-Йорк     | Чемпионат Манхэттенского ШК                                                    |    |    |   |           |       |
| 1900        | Нью-Йорк     | Чемпионат Манхэттенского ШК                                                    |    |    |   |           |       |
| 1901        | Нью-Йорк     | Показательная партия с Эм. Ласкером                                            | 0  | 1  | 0 | 0 из 1    |       |
| 1904        |              | Матч по телеграфу Манхэттенский ШК — Франклинский ШК (против С. Стэйдлмэна)    | 0  | 1  | 0 | 0 из 1    |       |
| 1905        |              | Матч по телеграфу Манхэттенский ШК — Чикагский ШК (против Ч. Филлипса)         | 0  | 0  | 1 | ½ из 1    |       |
|             |              | Матч по телеграфу Манхэттенский ШК — Франклинский ШК (против А. Робинсона)     | 0  | 1  | 0 | 0 из 1    |       |
| 1906        | Нью-Йорк     | Показательная партия с Г. Мароци                                               | 0  | 1  | 0 | 0 из 1    |       |
|             |              | Матч по телеграфу Манхэттенский ШК — Франклинский ШК (против Ф. Рёске)         | 0  | 0  | 1 | ½ из 1    |       |
| 1907        |              | Матч по телеграфу Манхэттенский ШК — Франклинский ШК (против Б. Нила)          | 0  | 1  | 0 | 0 из 1    |       |
|             | Нью-Йорк     | Матч Манхэттенский ШК — Бруклинский ШК (против Э. Лайбера)                     | 1  | 0  | 0 | 1 из 1    |       |
| 1908        | Нью-Йорк     | Показательная партия с Ж. Мизесом                                              | 0  | 1  | 0 | 0 из 1    |       |
|             |              | Матч по телеграфу Манхэттенский ШК — Франклинский ШК (против Б. Нила)          | 0  | 1  | 0 | 0 из 1    |       |
| 1910        |              | Матч по телеграфу Манхэттенский ШК — Франклинский ШК (против А. Робинсона)     | 0  | 0  | 1 | ½ из 1    |       |
| 1911        |              | Матч по телеграфу Манхэттенский ШК — Франклинский ШК (против А. Робинсона)     | 0  | 1  | 0 | 0 из 1    |       |
| 1912        |              | Матч по телеграфу Манхэттенский ШК — Франклинский ШК (против А. Робинсона)     | 0  | 0  | 1 | ½ из 1    |       |
| 1913        |              | Матч по телеграфу Манхэттенский ШК — сборная Филадельфии (против А. Робинсона) | 0  | 1  | 0 | 0 из 1    |       |